# Justynowo (rejon miadzielski)
Justynowo – dawny zaścianek. Tereny na których leżał znajdują się obecnie na Białorusi, w obwodzie mińskim, w rejonie miadzielskim, w sielsowiecie Miadzioł.

## Historia
W czasach zaborów zaścianek leżał w granicach Imperium Rosyjskiego.
W dwudziestoleciu międzywojennym wieś a następnie zaścianek leżała w Polsce, w województwie wileńskim, w powiecie duniłowickim (od 1926 postawskim), w gminie Miadzioł.
Według Powszechnego Spisu Ludności z 1921 roku zamieszkiwało tu 12 osób, wszystkie były wyznania rzymskokatolickiego. Jednocześnie 1 mieszkaniec zadeklarował polską a 11 białoruską przynależność narodową. Były tu 3 budynki mieszkalne. W 1931 w 3 domach zamieszkiwało 15 osób.
Wierni należeli do parafii rzymskokatolickiej w m. Miadzioł. Miejscowość podlegała pod Sąd Grodzki w Miadziole i Okręgowy w Wilnie; właściwy urząd pocztowy mieścił się w Miadziole.
W 1938 roku miejscowość należała do gromady Justynowo gminy Miadzioł.